# I Got a Woman/I'm Counting On You
I Got a Woman/I'm Counting on You è un singolo di Elvis Presley, pubblicato su 78 e 45 giri nel settembre 1956.

## Descrizione
Il brano sul lato A, I Got a Woman, è una cover di un successo di Ray Charles, che Presley riprenderà dal vivo in molte occasioni.
I'm Counting on You, sul lato B, venne incisa nello stesso periodo anche da Kitty Wells; la versione di Presley è caratterizzata dal pianoforte, suonato da Floyd Cramer.
Entrambi i brani sono contenuti nell'album Elvis Presley, pubblicato nello stesso anno.

## Tracce
Lato A
1. I Got a Woman – 2:24 (Ray Charles)

Lato B
1. I'm Counting on You – 2:23 (Don Robertson)

## Formazione
- Elvis Presley – voce solista, chitarra acustica ritmica
- Scotty Moore – chitarra elettrica solista
- Bill Black – basso
- D. J. Fontana - batteria
- Floyd Cramer - pianoforte
- The Jordanaires - cori